# 徳島県道26号由岐大西線
徳島県道26号由岐大西線（とくしまけんどう26ごう ゆきおおにしせん）は、徳島県海部郡美波町から阿南市に至る県道（主要地方道）である。

## 概要
徳島県海部郡美波町西の地から阿南市福井町大西の国道55号交点に至る。
美波町の阿部や伊座利など海岸線沿いにある集落にとって他の地区につながる唯一の道路である。起点及び終点付近の区間は概ね2車線が確保されているものの、それ以降は大半が1〜1.5車線程度の狭隘路となる。

### 路線データ
- 距離：29.540 km（平成22年徳島県道路現況調書）
- 起点：徳島県海部郡美波町西の地（徳島県道25号日和佐小野線交点）
- 終点：徳島県阿南市福井町大西（国道55号交点）

## 歴史
- 1959年1月31日 - 現在の区間に徳島県道椿泊福井線および豊野由岐線が認定。[要出典]
- 1972年3月10日 - 徳島県道の再編により徳島県道288号福井豊野由岐線として認定。[要出典]
- 1976年10月5日 - 徳島県道26号由岐大西線として認定。[要出典]
- 1993年（平成5年）5月11日 - 建設省から、県道由岐大西線が由岐大西線として主要地方道に指定される[1]。
- 2025年（令和7年）3月25日 - 色面〜棚田工区（阿南市福井町色面 - 棚田、980 m）が開通する[2]。

## 路線状況

### 重複区間
- 徳島県道200号蒲生田福井線（阿南市椿町 地内）

## 地理

### 通過する自治体
- 海部郡美波町
- 阿南市

### 交差する道路
- 徳島県道25号日和佐小野線（海部郡美波町西の地、起点）
- 徳島県道200号蒲生田福井線（阿南市椿町）
- 徳島県道200号蒲生田福井線（阿南市椿町）
- 徳島県道287号福井椿泊加茂前線（阿南市福井町大宮）
- 国道55号（阿南市福井町大西、終点）

### 沿線にある施設など
- 由岐中学校
- 由岐中学校伊座利分校
- 伊座利小学校

## 桜街道
美波町志和岐と阿部、伊座利の区間は安部街道と呼ばれ、約1,000本の桜のトンネルとなっている。徳島新聞社と徳島県観光協会が選定したとくしま88景にも選ばれており、桜街道の愛称で親しまれている。

## ギャラリー

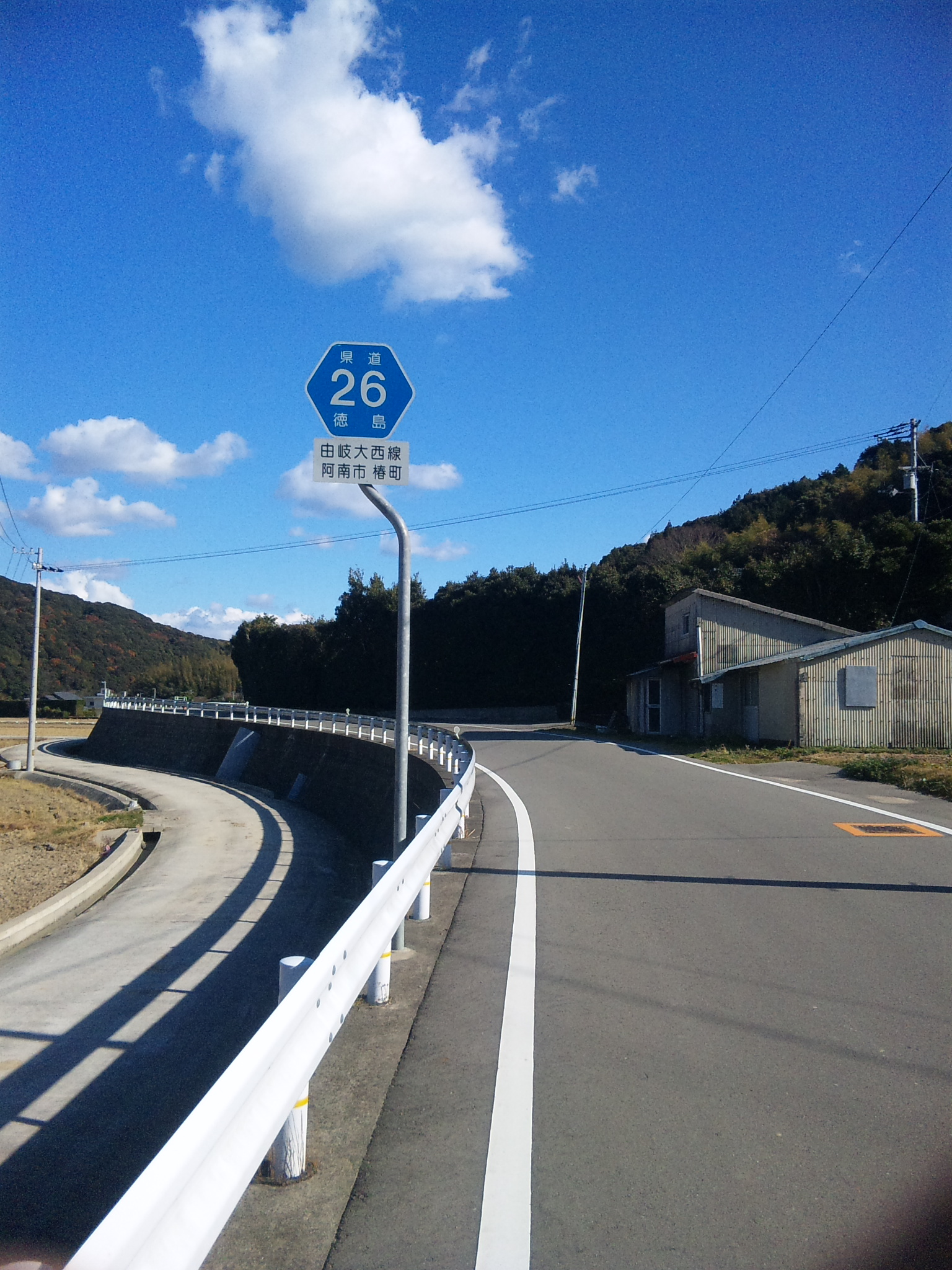
阿南市椿町にて。これ以南は峠越えの道となる。